# Heal the World Foundation
A Fundação Heal the World é uma organização de caridade fundada pelo artista Michael Jackson em 1992. A criação da fundação foi inspirada pelo seu single, de mesmo nome. Em sua fundação, Jackson deu aulas sobre o uso de drogas e bebidas alcoólicas e doou milhões de dólares para crianças pobres, incluindo o total pagamento de transplantes para crianças na Hungria.

## Ações da Fundação Heal the World
Na Fundação Heal the World, Michael lutou para providenciar medicina para as crianças pobres, lutou para acabar com a fome mundial e também com o abuso e exploração sexual. Ele também levou inúmeras crianças pobres para se divertirem no parque de diversões de seu enorme Rancho Neverland.

## Dinheiro para a Fundação
Para conseguir uma boa quantia para sua Fundação, Michael arrecadou dinheiro de sua turnê do disco Dangerous, também o dinheiro de sua música Earth Song e das vendas de uma revista que continha fotos de seu filho Prince Michael em 1997.

## Fechamento e Reinauguração
- Em 2002, a Fundação foi fechada devido a falta de arrecadações e o alto números de dívidas adquiridas.

- Em 2008, Heal the World foi reinaugurada, porém desta vez com uma nova equipe da Administração.

- Em 2009, com o falecimento de Michael Jackson, a Heal the World estava de luto oficial de 9 dias.

## Michael e outras Causas Humanistas
- Com a criação da Fundação Heal the World, Michael demonstrou grande interesse em causas humanistas como a igualdade e a paz no mundo. Músicas como "Can You Feel It", "We Are the World" e "Man In The Mirror" são grandes provas disso. Michael também doou milhões de dólares para a caridade, incluindo 5 milhões que ele e seus irmãos haviam ganhado no Victory Tour.

- Em 1984, enquanto filmava um comercial para a Pepsi, Michael sofreu queimaduras de segundo grau em um acidente que aconteceu. Assim, ele construiu com 1 milhão e meio o Michael Jackson Burn Center, que ajudou pessoas com queimaduras.

- Pouco depois, Jackson foi chamado pelo na época Presidente Americano, Ronald Reagan para receber um prêmio por todas suas caridades e por todas as pessoas que ajudou. Michael recebeu o prêmio.

- Em 1985, em uma parceria com o também cantor Lionel Ritchie escreveu e foi um dos intérpretes da música We Are the World para ajudar pessoas pobres na África e nos Estados Unidos.